# Nordsächsisches Platten- und Hügelland
Das Nordsächsische Platten- und Hügelland ist ein Naturraum in Sachsen. In der hierarchisch gegliederten Systematik der Naturräume in Sachsen wird es im Rang einer Makrogeochore beschrieben und der Naturregion Sächsisches Lössgefilde zugeordnet. 

## Abgrenzung
Der etwa 970 km² große Naturraum erstreckt sich in einer Höhenlage von meist 130 bis 160 m ungefähr zwischen den Städten Grimma im Westen und Riesa im Osten. Als Altmoränenlandschaft ist er durch flachwellige bis hügelige Moränenplatten der Elster- und Saalekaltzeit charakterisiert und ähnelt darin der westlich benachbarten Makrogeochore Leipziger Land, weist im Unterschied zu dieser jedoch eine weit größere Zahl an Festgesteinsdurchragungen mit Höhen bis über 300 m und damit ein insgesamt bewegteres Relief auf. Im Osten bildet die 20 bis 30 m hohe Geländestufe zur Elbe-Elster-Niederung eine markante Grenze. Sein einheitliches Gepräge erhält der Naturraum durch die Oberflächendecke aus äolischen Sedimenten der Weichselkaltzeit, deren Verbreitung und Zusammensetzung auch die Begrenzung nach Norden und Süden begründet. Während im Nordsächsischen Platten- und Hügelland geringmächtiger Sandlöss vorherrscht, sind südlich im Mittelsächsischen Lösshügelland mächtigere Decken aus Löss und Lössderivaten anzutreffen, deren Einsetzen sich im Landschaftsbild in Gestalt der sogenannten Lössrandstufe deutlich abzeichnet. Die von Stauchendmoränen überragten pleistozänen Platten des nördlich angrenzenden Naturraumes Düben-Dahlener Heide gehören zur Naturregion Sächsisch-Niederlausitzer Heideland.

## Naturräumliche Gliederung
Vor allem anhand von Besonderheiten der Landschaftsgenese werden im Nordsächsischen Platten- und Hügelland folgende Untereinheiten (Mesogeochoren) unterschieden:
- Hohburger Berge und Platten
- Wermsdorfer Platten und Schwellen
- Oschatzer Hügelland
- Riesaer Lössplatten
- Grimmaer Mulde-Hügelland
- Brandiser Hügelland
- Wurzener Schotterplatten

Zur Feingliederung in Mikrogeochoren siehe Liste der naturräumlichen Einheiten in Sachsen.
Der Gliederungsentwurf des Handbuch der naturräumlichen Gliederung Deutschlands aus den 1950er Jahren ordnete die Vorläufer dieser Naturräume als sogenannte Haupteinheiten einer viel weiter gefassten, geomorphologisch begründeten Haupteinheitengruppe zu: 
- 46 SÄCHSISCHES HÜGELLAND (EINSCHL. LEIPZIGER LAND) 
  - 460 Dresdener Elbtalgebiet
  - 461 Lausitzer Platte
  - 462 Großenhainer Pflege
  - 463 Mittelsächsisches Lößgebiet
  - 464 Oschatzer Hügelland
  - 465 Grimmaer Porphyrhügelland
  - 466 Altenburg-Zeitzer Lößgebiet
  - 467 Leipziger Land

Bereits 1960 veröffentlichte Ernst Neef einen alternativen Entwurf, mit dem der Begriff der „Sächsischen Gefildezone“ eingeführt wurde. Der Erkenntnisfortschritt und die weiterentwickelte bzw. überhaupt erst geschaffene Datenbasis führten in den folgenden Jahrzehnten zu diversen Veränderungen sowohl in der Grenzziehung als auch in der Hierarchie. So werden einige einstige Haupteinheiten wie das Oschatzer Hügelland heute als Mesogeochoren eingestuft.